# Brachypauropus lubbocki
Brachypauropus lubbocki är en mångfotingart som beskrevs av Bagnall 1911. Brachypauropus lubbocki ingår i släktet Brachypauropus och familjen Brachypauropodidae. Inga underarter finns listade i Catalogue of Life.